# 청녕
청녕(淸寧, 1055년 8월 ~ 1064년)은 요나라(거란국) 도종(道宗) 야율 홍기(耶律 洪基)의 첫번째 연호이다. 9년 5개월 가량 사용하였다.

## 개원
- 중희(重熙) 24년 8월 16일[1](1055년 9월 9일)에 연호를 청녕(淸寧)으로 개원함.[2][3][4]
- 청녕(淸寧) 11년 1월 1일[5](1065년 2월 8일)에 연호를 함옹(咸雍)으로 개원함.[4][6][7]

## 연대 대조표
| 청녕       | 원년           | 2년                 | 3년        | 4년        | 5년        | 6년        | 7년        | 8년        | 9년        | 10년            |
| 서기(西紀) | 1055년         | 1056년              | 1057년     | 1058년     | 1059년     | 1060년     | 1061년     | 1062년     | 1063년     | 1064년          |
| 간지(干支) | 을미(乙未)     | 병신(丙申)          | 정유(丁酉) | 무술(戊戌) | 기해(己亥) | 경자(庚子) | 신축(辛丑) | 임인(壬寅) | 계묘(癸卯) | 갑진(甲辰)      |
| 북송(北宋) | 지화(至和) 2년 | 3년 가우(嘉祐) 원년 | 2년        | 3년        | 4년        | 5년        | 6년        | 7년        | 8년        | 치평(治平) 원년 |

## 동시대 연호

### 중국
송(宋)
- 지화(至和) (1054년 ~ 1056년)
- 가우(嘉祐) (1056년 ~ 1063년)
- 치평(治平) (1064년 ~ 1067년)

대리국(大理國)
- 정안(政安) (1053년 ~ 1061년)
- 정덕(正德) (1062년 ~ 1073년)

서하(西夏)
- 복성승도(福聖承道) (1053년 ~ 1056년)
- 차도(奲都) (1057년 ~ 1062년)
- 공화(拱化) (1063년 ~ 1067년)

### 베트남
- 롱투이타이빈(龍瑞太平) (1054년 ~ 1059년)
- 쯔엉타인자카인(彰聖嘉慶) (1059년 ~ 1066년)

### 일본
- 덴기(天喜) (1053년 ~ 1058년)
- 고헤이(康平) (1058년 ~ 1065년)

## 같이 보기
- 중국의 연호 목록